# Nikopol: Secrets of the Immortals
Nikopol: Secrets of the Immortals, conosciuto in Italia anche come Nikopol: I segreti degli Immortali, è un videogioco di tipo avventura grafica del 2008 ideato, realizzato e prodotto dall'autore di fumetti belga Benoît Sokal e basata sulla serie di fumetti La trilogia di Nikopol del francese Enki Bilal.

## Trama
Nel 2023 Parigi è governata da un crudele dittatore assetato di potere. Il protagonista Alcide Nikopol deve riuscire a rintracciare un gruppo di ribelli ed unirsi a loro, e intanto riuscire a ritrovare le tracce di suo padre, lanciato in orbita diversi anni prima in stato criogenico e secondo alcune voci di corridoio riapparso da qualche parte in città. A complicare la situazione c'è la comparsa di una strana astronave a forma di piramide nel cielo della metropoli.

## Produzione
In questa occasione Sokal ha realizzato il prodotto basandosi sul graphic novel La fiera degli immortali di Enki Bilal, anziché su una storia originale.